# Buhály József
Buhály József (Nyírtass, 1945. július 17.–) magyar festő- és grafikusművész.

## Életpályája
Szülei: Buhály György és Haluza Etelka. 1963-ban kertészeti technikumot végzett Nyíregyházán. 1965-ben katona lett Verpeléten. 1971-1977 között a Magyar Képzőművészeti Főiskola hallgatója volt, ahol Kádár György, Barcsay Jenő, Szentiványi Lajos és Kokas Ignác tanította. 1975 óta kiállító művész. 1977-1978 között Moszkvában volt ösztöndíjas. 1978-tól tagja a Magyar Képző- és Iparművészek Szövetségének. 1979 óta a Szentendrei művésztelep, 1980-tól pedig a Szentendrei Grafikai Műhely tagja.

## Kiállításai

### Egyéni
- 1977 Makó
- 1978, 1980, 1994 Abádszalók
- 1979 Hatvan
- 1980 Kecskemét
- 1981 Szentendre
- 1982 Veszprém, Tápiószele
- 1984 Nyíregyháza
- 1992 Kiskunhalas
- 1993 Miskolc
- 1994 Bonyhád, Sárvár, Budapest, Gyula
- 1996 Lillafüred, Balatonfüred
- 1997 Kisvárda

### Csoportos
- 1977-1984, 1988-1989, 1991, 1994 Budapest
- 1980-1992 Debrecen
- 1981 Bécs
- 1983 Isztambul, Ankara, Athén
- 1986, 1992, 1995-1996 Szeged
- 1987, 1993, 1996 Szolnok
- 1991 New York

## Művei
- Alkony (1981)
- Könyöklő (1983)
- Tájvers (1987, 1996)
- Nyárutó (1987)
- Csendélet (1991)
- Sörivó diktátor (1997)
- Fények és árnyak (1998, 2000)
- Anyám esti fohásza (1999)
- Szülőföld emlékezete (1999)
- Diktátor (1999)
- Éjszakai suhanás (1999)
- Elsüllyedt világ (1999)
- Aratás után (1999)
- Nyírségi ősz (2000)
- Alföldi táj (2000)
- Kompozíció

## Díjai, kitüntetései
- Derkovits Gyula képzőművészeti ösztöndíj (1980-1983)
- Szegedi Nyári Tárlat Díja (1986)
- Reichelsheim város ösztöndíja (1987)
- Magyar Arany Érdemkereszt (2016)